# Hypersonic Attack Cruise Missile
Le Hypersonic Attack Cruise Missile (HACM) est un projet de missile de croisière hypersonique à lancement aérien propulsé par un superstatoréacteur. C’est le successeur du Hypersonic Air-breathing Weapon Concept (HAWC) et des programmes hypersoniques SCIFiRE.
La technologie développée pour le démonstrateur HAWC a été utilisée pour influencer la conception du HACM, un programme de référence de l’US Air Force visant à créer un missile hypersonique propulsé par un superstatoréacteur qu’elle pourrait déployer en tant qu’arme opérationnelle.
En décembre 2021, Raytheon Technologies a remporté un contrat de 985 millions de dollars pour poursuivre le développement de son HACM.
Le contrat de développement de HACM a été attribué à Raytheon en septembre 2022. Le HACM utilisera un superstatoréacteur Northrop Grumman,. Il est conçu pour être plus petit que l’AGM-183 ARRW et capable de voler le long de « trajectoires très différentes » de l’ARRW.
Le système donnera à l’armée américaine « une flexibilité tactique pour employer ses chasseurs à mettre en danger ou tenir à distance des cibles de grande valeur, tout en disposant des bombardiers pour d’autres cibles stratégiques,,,». À la suite de la décision de l’armée de l’air américaine de ne pas poursuivre l’acquisition d’ARRW en mars 2023, le HACM est devenu le seul programme d’armes hypersoniques du service. Bien que l’USAF ait confirmé qu’elle n’achèterait pas d’armes hypersoniques au cours de l’exercice fiscal 2024, la demande de budget pour l’exercice à venir comprend 380 millions de dollars pour la recherche et développement sur le HACM, suivis d’une proposition de 517 millions de dollars pour l’exercice 2025.